# Aldo Bonaccini
Aldo Bonaccini (ur. 27 czerwca 1920 w Neapolu, zm. 28 stycznia 2000 w Carate Brianza) – włoski polityk i działacz związkowy, poseł do Parlamentu Europejskiego I i II kadencji.

## Życiorys
Urodził się w rodzinie robotniczej mieszkającej we Florencji, jego ojciec był pracownikiem kolei. Mając 10 lat przeniósł się z rodziną do Mediolanu. Pracował od 13 roku życia m.in. jako roznosiciel gazet i pracownik banku, przez rok przebywał na emigracji u krewnych we Francji. Podczas II wojny światowej trafił też do obozu obozu w Afryce Północnej. Od drugiej połowy lat 40. działał w związkach zawodowych FIOM (Federazione Impiegati Operai Metallurgici) i Włoskiej Powszechnej Konfederacji Pracy. Należał do ich regionalnych władz (m.in. jako sekretarz CGIL w Lombardii), a także do izby pracy w Mediolanie. Wskutek działalności związkowej kilkukrotnie tracił pracę. Od 1969 zasiadał w krajowym zarządzie CGIL jako sekretarz ds. ekonomicznych, a następnie międzynarodowych. Z funkcji tej zrezygnował w 1979 w związku z jej niepołączalnością z mandatem europarlamentarzysty.
Zaangażował się w działalność polityczną w ramach Włoskiej Partii Komunistycznej. W 1978 został członkiem Europejskiego Komitetu Ekonomiczno-Społecznego. W 1979 i 1984 wybierano go posłem do Parlamentu Europejskiego. Przystąpił do Grupy Sojuszu Komunistycznego, należał m.in. do Komisji ds. Gospodarczych i Walutowych oraz Polityki Przemysłowej oraz Komisji ds. Energii, Badań Naukowych i Technologii.